# Câmara Corporativa
A Câmara Corporativa era um órgão representativo de natureza consultiva da República Portuguesa, prevista pelo Artigo 102.º da Constituição de 1933. Expressava a síntese da representação nacional, conjuntamente com a Assembleia Nacional, à qual estava cometida a função legislativa propriamente dita, entendida no plano decisório.

## História
A criação da Câmara Corporativa inseria-se na lógica de regime corporativo defendida por Salazar e adotado pelo Estado Novo. A sua função era a de representar o universo dos organismos corporativos (de natureza económica, cultural, social, sindical, assistencial e outras), bem como as autarquias locais e, através destas, as famílias, enquanto «elementos estruturais da Nação» previstos pelo Artigo 5.º, § 3.º da mesma Constituição, diversamente da Assembleia Nacional, cujos Deputados tinham a missão de representar os cidadãos, também eles considerados «elemento estrutural da Nação», pela mesma norma (pretendendo conciliar e combinar as formas de representação históricas, constitucional e pré-constitucional).
A Câmara Corporativa teve, na sua génese, funções estritamente consultivas, intervindo no processo legislativo mediante a emissão de pareceres sobre propostas ou projetos de atos legislativos da Assembleia Nacional - e do Governo, diga-se -, e nunca revestiu natureza de «órgão de soberania», exclusiva do Chefe do Estado, da Assembleia Nacional, do Governo e dos Tribunais - Artigo 71.º da Constituição. Porém, após a revisão constitucional de 1959, os Procuradores à Câmara Corporativa passaram a integrar, com os Deputados e os representantes dos municípios eleitos pelas vereações, o colégio eleitoral, no sistema de eleição indireta do Chefe do Estado (Artigo 72.º da Constituição de 1933) que vigorou nas subsequentes reconduções do Almirante Américo Thomaz na Presidência da República, em 1965 e 1972.
A Câmara Corporativa funcionava no edifício da Assembleia da República, no Palácio de São Bento, na antiga sala das sessões da Câmara dos Pares, e onde também funcionaram o Senado, durante a Primeira República, e o «Conselho Nacional do Plano», já na vigência da Constituição de 1976.

## Legislaturas
Estes são os quadros cronológicos das legislaturas do Estado Novo, quer da Assembleia Nacional quer da Câmara Corporativa.
| Legislaturas | Eleição    | Início                 | Final                   |
| ------------ | ---------- | ---------------------- | ----------------------- |
| I            | 16-12-1934 | 10 de Janeiro de 1935  | 28 de Abril de 1938     |
| II           | 30-10-1938 | 25 de Novembro de 1938 | 21 de Fevereiro de 1942 |
| III          | 01-11-1942 | 25 de Novembro de 1942 | 22 de Fevereiro de 1945 |
| IV           | 18-11-1945 | 26 de Novembro de 1945 | 30 de Abril de 1949     |
| V            | 13-11-1949 | 25 de Novembro de 1949 | 24 de Março de 1953     |
| VI           | 08-11-1953 | 25 de Novembro de 1953 | 26 de Abril de 1957     |
| VII          | 03-11-1957 | 25 de Novembro de 1957 | 27 de Abril de 1961     |
| VIII         | 12-11-1961 | 25 de Novembro de 1961 | 24 de Abril de 1965     |
| IX           | 07-11-1965 | 25 de Novembro de 1965 | 22 de Março de 1969     |
| X            | 26-10-1969 | 25 de Novembro de 1969 | 28 de Abril de 1973     |
| XI           | 28-10-1973 | 15 de Novembro de 1973 | 25 de Abril de 1974     |

## Lista de Presidentes
- 10 de janeiro de 1935 - 10 de junho de 1944: Eduardo Augusto Marques
- 25 de novembro de 1944 - 25 de novembro de 1946: Domingos Fezas Vital
- 25 de novembro de 1946 - 25 de novembro de 1949: José Gabriel Pinto Coelho
- 25 de novembro de 1949 - 7 de julho de 1955: Marcelo José das Neves Alves Caetano
- 25 de novembro de 1955 - 28 de novembro de 1957: João Pinto da Costa Leite (Lumbrales)
- 28 de novembro de 1957 - 16 de novembro de 1973: Luís Supico Pinto
- 16 de novembro de 1973 - 25 de abril de 1974: Mário Júlio Brito de Almeida Costa